# Hemisodorcus donckieri
Hemisodorcus donckieri es una especie de coleóptero de la familia Lucanidae.

## Distribución geográfica
Habita en Darjeeling, Assam y Nepal.